# Alternative 4
Alternative 4 (с англ. — «Альтернатива 4») — четвёртый студийный альбом британской рок-группы Anathema, выпущенный 22 июня 1998 года лейблом Peaceville Records. Это последний альбом с участием Дункана Паттерсона и единственный, выпущенный без Джона Дугласа: его заменил Шон Стилс в 1997 году, но он вернулся в 1998 году.

## Предыстория и запись

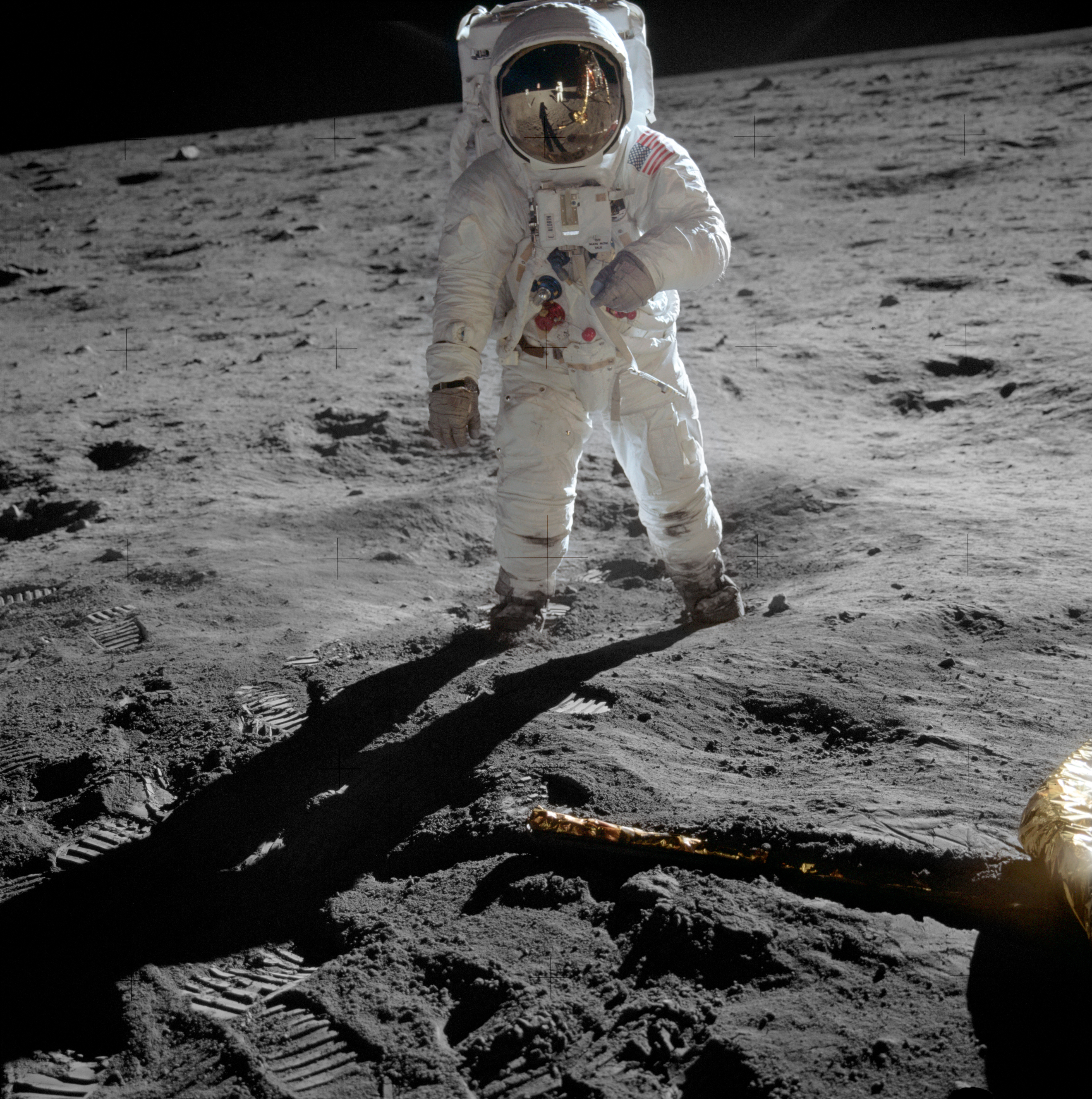
Олдрин прогуливается по поверхности Луны во время полета «Аполлона-11». Фотография Нила Армстронга, отражение которого видно в забрале Олдрина.

Запись альбома проходила в период состав группы претерпел множество изменений. На замену ушедшему барабанщику Джону Дугласу в 1997 году пришёл Шон Стилс. Однако после записи альбома Дуглас вернулся обратно в группу.
В то же время Alternative 4 стал последним альбомом, в записи которого участвовал бас-гитарист Дункан Паттерсон — он покинул группу после выхода альбома и вскоре сформировал группу Antimatter. На его замену пришёл Дэйв Пибус. Паттерсон был движущей силой успеха Anathema в ранние годы их существования, будучи основным автором песен на альбомах Eternity и Alternative 4. Эти песни стали переходом Anathema к более мягкому, глубокому стилю.

## Композиция и стиль
В работе над Alternative 4 участники Anathema часто прибегали к таким инструментам, как фортепиано и клавишные, на которых играли Дункан Паттерсон и Дэниел Кавана. Также использовалась скрипка — на ней играл Джордж Риччи. Энди Дункан занимался программированием ударных в песне «Empty». Название песни «Shroud of False» является отсылкой к предыдущей песне Anathema: «Shroud of Frost» с альбома The Silent Enigma. Как и предыдущий альбом группы — Eternity, Alternative 4 был записан с чистым вокалом.
Различные обзоры классифицировали этот альбом как экспериментальный, депрессивный и атмосферный. Также считается, что на данном альбоме Anathema окончательно изменили своё звучание с оригинального дэт-дума на нынешний атмосферный рок, хотя некоторые треки альбома по-прежнему заимствованы из готик-метала.

## Концепция и темы
Название альбома было взято из книги Лесли Уоткинса «Альтернатива 3». Басист и соавтор песен Дункан Паттерсон прочитал её за несколько лет до того, как они написали альбом. Книга посвящена теориям заговора, и большинство песен на Alternative 4 — о доверии. В соответствии с темой заговоров, на обложке альбома изображена модифицированная фотография американского астронавта Базза Олдрина (изображённого в виде ангела) на Луне во время миссии «Аполлон-11» в 1969 году — это отсылка к заговору вокруг высадки на Луну.
В 2011 году Паттерсон основал группу с таким же названием, и песни в ней основаны на схожих темах.

## Отзывы критиков
| Оценки критиков  | Оценки критиков |
| Источник         | Оценка          |
| ---------------- | --------------- |
| AllMusic         | [ 2 ]           |
| Sputnikmusic     | [ 3 ]           |
| Silencio Hungary | [ 4 ]           |

AllMusic дал ему три звезды из пяти Вольф-Рюдигер Мюльманн написал в журнале Rock Hard, что альбом «устанавливает стандарты»; «внутреннее раздирание и мучения всегда казались честными. Как и October Rust группы Type O Negative, Alternative 4 — это первый превосходный альбом с разбитым сердцем за всю историю, и даже сейчас он входит в число самых ярких событий этого года». Он набрал 9,5 баллов из десяти.

## Список композиций
| №                   | Название            | Автор(ы)            | Длительность |
| ------------------- | ------------------- | ------------------- | ------------ |
| 1.                  | «Shroud of False»   | Дункан Паттерсон    | 1:37         |
| 2.                  | «Fragile Dreams»    | Дэниел Кавана       | 5:32         |
| 3.                  | «Empty»             | Д. Паттерсон        | 3:00         |
| 4.                  | «Lost Control»      | Д. Паттерсон        | 5:50         |
| 5.                  | «Re-Connect»        | Винсент Кавана      | 3:52         |
| 6.                  | «Inner Silence»     | Д. Кавана           | 3:08         |
| 7.                  | «Alternative 4»     | Д. Паттерсон        | 6:18         |
| 8.                  | «Regret»            | Д. Кавана           | 7:58         |
| 9.                  | «Feel»              | Д. Паттерсон        | 5:28         |
| 10.                 | «Destiny»           | Д. Паттерсон        | 2:14         |
| Общая длительность: | Общая длительность: | Общая длительность: | 44:53        |

| №                   | Название                                    | Автор(ы)            | Длительность |
| ------------------- | ------------------------------------------- | ------------------- | ------------ |
| 11.                 | «Your Possible Pasts» (кавер на Pink Floyd) | Роджер Уотерс       | 4:28         |
| 12.                 | «One of the Few» (кавер на Pink Floyd)      | Р. Уотерс           | 1:50         |
| 13.                 | «Better Off Dead» (кавер на Bad Religion)   | Брэтт Гуревич       | 4:21         |
| 14.                 | «Goodbye Cruel World» (кавер на Pink Floyd) | Р. Уотерс           | 1:39         |
| Общая длительность: | Общая длительность:                         | Общая длительность: | 57:23        |

## Участники записи
| Anathema - Винсент Кавана — вокал, гитара - Дэниел Кавана — гитара, клавишные, пианино - Дункан Паттерсон — бас-гитара, клавишные, пианино - Шон Стилс — барабаны Приглашённые музыканты - Энди Дункан — ударные лупы (в песне «Empty») - Джордж Руччи — скрипка - Мишель Ричфилд — вокал (в песне «Better Off Dead») | Производственный персонал - Ноэль Саммервилль — мастеринг - Дуг Кук — ассистент звукорежиссёра - Саймон Доусон — ассистент звукорежиссёра - Кит Вулвен — продюсер, звукорежиссёр Художественное оформление - Дункан Паттерсон — концепция обложки - Тим Спир — оформление обложки - Лили Уайлд — фотограф (группа) |